# Sweltsa revelstoka
Sweltsa revelstoka is een steenvlieg uit de familie groene steenvliegen (Chloroperlidae). De wetenschappelijke naam van de soort is voor het eerst geldig gepubliceerd in 1955 door Jewett.